# Ekaterina Aleksandrovskaja
Ekaterina Dmitrievna Aleksandrovskaja (in russo Екатерина Дмитриевна Александровская?; Mosca, 1º gennaio 2000 – Mosca, 17 luglio 2020) è stata una pattinatrice artistica su ghiaccio russa naturalizzata australiana.
Insieme ad Harley Windsor è stata campionessa mondiale juniores nel pattinaggio a coppie nel 2017 e vincitrice della medaglia d'oro nella Finale Grand Prix juniores 2017-18. Insieme hanno inoltre rappresentato l'Australia alle Olimpiadi di Pyeongchang 2018.

## Biografia
Iniziò a pattinare nel 2004. Dopo essersi cimentata in singolo durante la stagione 2011-12, a partire dall'annata seguente cominciò a gareggiare in coppia insieme all'ucraino Vladislav Lysoy, e poi si unì ad Aleksandr Epifanov con cui pattinò fino al 2016. Nel frattempo perse il padre, morto prematuramente nel 2015.
Nel dicembre 2015 pattinò per la prima volta insieme all'australiano Harley Windsor, con cui formò una nuova coppia nel corso della stagione 2016-17 che segnò il loro debutto internazionale; nel 2016 ottenne anche la cittadinanza australiana. Raggiunsero il quinto posto nella Finale Grand Prix juniores 2016-17 e si classificarono undicesimi ai Campionati dei Quattro continenti disputati nel febbraio 2017 a Gangneung, in Corea del Sud. Il mese successivo si aggiudicarono il titolo mondiale juniores ai campionati di Taipei, superando di 2.05 punti la coppia russa Bojkova / Kozlovskij e diventando i primi pattinatori australiani ad avere vinto un titolo ai campionati di pattinaggio di figura e i primi a salire sul podio dal 1976, quando la coppia formata da Elizabeth e Peter Cain giunse terza ai Mondiali juniores. Un paio di settimane dopo parteciparono a Helsinki, in Finlandia, ai loro primi campionati mondiali senior collocandosi al sedicesimo posto.
Inaugurarono la stagione olimpica 2017-18 vincendo nel dicembre 2017 la medaglia d'oro nella Finale Grand Prix junior svoltasi a Nagoya, in Giappone, e poi si posizionarono sesti ai Campionati dei Quattro continenti di Taipei dopo avere ottenuto il secondo posto nel programma corto. Alle Olimpiadi di Pyeongchang 2018 raggiunsero il 18º posto nel programma corto non riuscendo a qualificarsi al programma libero. Aleksandrovskaja e Windsor fecero meglio a Mondiali di Milano 2018, concludendo al 16º posto.
Reduci dalla stagione olimpica, Aleksandrovskaja e Windsor cominciarono ad accusare problemi fisici: un'infiammazione cronica al piede di quest'ultimo impedì alla coppia di prendere parte ai Campionati dei Quattro continenti e ai Mondiali di Saitama 2019. Nel gennaio 2020 viene diagnosticata ad Aleksandrovskaja l'epilessia, dopo avere sofferto precedentemente pure di depressione, e il mese successivo si ritira dall'attività agonistica.
Ekaterina Aleksandrovskaja si è tolta la vita nella notte tra il 17 e il 18 luglio 2020, all'età di 20 anni, lanciandosi dalla finestra del suo appartamento a Mosca, sua città natale, lasciando scritta una nota riportante la parola "люблю" ("Lyublyu", io amo). In precedenza aveva già tentato il suicidio dopo avere subito un infortunio. Il suo allenatore, Andrei Khekalo, ha rilasciato un'intervista sulla personalità dell'atleta e sugli avvenimenti che hanno preceduto la sua scomparsa.

## Palmarès
GP: Grand Prix; CS: Challenger Series; JGP: Junior Grand Prix
| Internazionali                    | Internazionali | Internazionali | Internazionali | Internazionali |
| Evento                            | 2016–17        | 2017–18        | 2018–19        | 2019–20        |
| --------------------------------- | -------------- | -------------- | -------------- | -------------- |
| Giochi olimpici invernali         |                | 18°            |                |                |
| Campionati mondiali               | 16°            | 16°            |                |                |
| Campionati dei Quattro continenti | 11°            | 6°             | R              | R              |
| GP Rostelecom Cup                 |                |                | 7°             |                |
| GP Skate America                  |                |                |                | 7°             |
| GP Skate Canada                   |                |                | 7°             |                |
| CS Finlandia Trophy               | 6°             |                | 6°             |                |
| CS Nebelhorn Trophy               |                | 3°             |                | 9°             |
| CS Tallinn Trophy                 |                | 1°             |                |                |
| CS U.S. Classic                   |                |                | 3°             |                |
| CS Warsaw Cup                     | R              |                |                | R              |
| Cup de Nice                       |                |                |                |                |
| Internazionali: Junior            |                |                |                |                |
| Campionati mondiali               | 1°             |                |                |                |
| JGP Finale                        | 5°             | 1°             |                |                |
| JGP Repubblica Ceca               | 8°             |                |                |                |
| JGP Estonia                       | 1°             |                |                |                |
| JGP Lettonia                      |                | 4°             |                |                |
| JGP Polonia                       |                | 1°             |                |                |
| Nazionali                         |                |                |                |                |
| Campionati australiani            | 1°             |                | 1°             |                |
| R = Ritirati                      |                |                |                |                |